# Juan Nepomuceno Adorno
Juan Nepomuceno Adorno (Ciudad de México, 1807 - 1880) fue un filósofo mexicano. Se le reconoce como el filósofo panenteísta mexicano más representativo del siglo XIX.
En sus obras también están presentes las ideas humanistas y utópicas resaltando que el utopismo de Adorno tiene características propias que lo alejan del utopismo tradicional europeo de Tomás Moro, Tommaso Campanella y Francis Bacon.
Adorno tiene como tema principal la sociedad en la que vive, tomando como punto de partida al hombre mismo y ofreciendo soluciones de problemas que en él se presenten. De la vida social del filósofo no se tienen muchos datos, en cambio, de sus investigaciones e intereses filosóficos y científicos se conocen bien por sus obras publicadas.
En resumen, los temas por los cual Adorno prestó más atención fueron: el universo, el hombre y la naturaleza.

## Obra
Sus primeros escritos de La armonía del universo y el Catecismo de la providencialidad del hombre son escritos en un momento de gran incertidumbre y temor contextual histórico en México (1847). El año siguiente la capital había sido invadida por las tropas estadounidenses (14 de septiembre de 1847). En el año de 1848 México y Estados Unidos firman un tratado de paz, sin embargo, las luchas entre liberales y conservadores continúan, al igual que una crisis económica. Eran tiempos de gran incoherencia política, económica y social. Todos estos sucesos provocan en Adorno una necesidad de introducir al hombre en un camino moral y espiritual.
En La armonía del universo aparecen las Nociones fundamentales acerca del Creador y de la Creación, continuando con Catecismo de la providencialidad del hombre, las Nociones fundamentales aparecen precedidas de un Prolegómeno y unas notas, en donde advierte que La armonía del universo empieza por elevar nuestro conocimiento a Dios, transitando por una observación y estudio a la naturaleza.
En su obra el Catecismo de la providencialidad, plantea una serie de principios morales de carácter universal que le brindaran al hombre la posibilidad de ser feliz en este mundo, advirtiendo que en el hombre mismo está la solución para todo mal y problema. Los hombres tienen ideas parecidas de bondad, verdades éticas, análogas e inmutables. El trabajo del filósofo es mostrar, enseñar la posible relación entre ellas y enseñarlas a los hombres, para que de esta manera, según Adorno, se pueda obtener no solo una felicidad y paz social, sino también, individual.
La Providencialidad para adorno es el camino innato de la humanidad y que por ella es conducida al conocimiento de la verdad, orden y a un avance físico y moral.
Sin ninguna duda la filosofía de Adorno en tema de moral individual y social, expone ideas interesantes de utopía, sin malinterpretar esta como un pensamiento imaginario alejado de la realidad, sino como una propuesta para llegar a la felicidad en manera individual y social.